# Ип Ман (фильм)
«Ип Ман» (кит. трад. 葉問, упр. 叶问, пиньинь Yè Wèn) — полубиографический фильм о жизни Ип Мана — первого человека, ставшего открыто обучать боевому искусству Вин-чун (Брюс Ли, впоследствии ставший всемирно известным актёром и спортсменом, был одним из учеников Ип Мана). В фильме, в основном, рассказывается о событиях, произошедших в Фошане между 1930-м и 1940-м годами во времена Второй японо-китайской войны. Режиссёр фильма — Уилсон Ип (Е Вэйсинь). Главную роль исполнил Донни Йен. Постановку боевых сцен организовал Саммо Хун. Консультацию по биографии и боевой хореографии предоставил Ип Чун — сын Ип Мана. На волне успеха было решено снять вторую часть фильма, которая вышла на экраны в 2010 году. В 2016 году вышла третья часть фильма. А в декабре 2019 вышла четвёртая часть.

## Сюжет
Мастер Ляо открыл в Фошане свою школу и пришёл к Ип Ману с целью обмена опытом через честный поединок. Бой проходил за закрытыми дверями, чтобы никто не знал победителя, но один юноша, пытаясь снять своего воздушного змея с дерева, видел поединок через открытое окно, после чего рассказал всем знакомым о победе Ип Мана.
Весть о победе Ип Мана мгновенно распространилась по городу. Рассерженный мастер Ляо пошёл в чайную, в которой Ша Даньюань рассказывал о его поражении. В этой же чайной, этажом выше, обедал Ип Ман со своим братом, которому он дал взаймы денег на открытие хлопковой фабрики. Безумный Линь, сын хозяина кофейни, велел извиниться своему младшему брату Ша Даньюаню перед мастером Ляо, но тот отказался, сказав, что говорит правду и что они могут пройти наверх и сами спросить у Ип Мана. Безумный Линь пытается сохранить лицо обоим мастерам. Ведь если Ип Ман скажет неправду, то он потеряет лицо, а если правду, то лицо потеряет мастер Ляо. Ша Даньюань не понимает, о чём пытается сказать его старший брат, и тот демонстрирует, что означает «потерять лицо», стянув с него штаны на глазах у всех собравшихся посетителей. Опозоренный Ша Даньюань убегает, а его брат ещё не знает, что больше никогда его не увидит.
Спустя некоторое время в Фошань прибывает несколько человек из деревни, которые хотят открыть свою школу. Чтобы быстро заработать авторитет, Цзинь, глава банды, бросает вызов каждому из мастеров и неизменно побеждает. В Фошане остаётся только один мастер, с которым Цзинь не дрался — Ип Ман. Цзинь самодовольно настаивает на поединке прямо в доме Ип Мана, но терпит поражение.
Начинается Вторая японо-китайская война. Японцы захватили Фошань; оставшиеся в живых едва сводят концы с концами. Ип Ман устраивается работать на угольную шахту, за работу на которой дают лишь еду — ровно столько, чтобы не умереть с голоду. На шахту периодически приезжает японский патруль с бывшим офицером Фошаня, который теперь работает на японцев в качестве переводчика. Он набирает добровольцев на бой с японскими солдатами, изучающими восточные единоборства, победителю обещан мешочек риса. Безумный Линь, тоже работающий на шахте, соглашается на такие условия. Приехав на тренировочную площадку японцев, Безумный Линь увидел мастера Ляо, сражающегося с одним из японских солдат. Мастер Ляо победил, и за это, как и было обещано, получил мешочек риса. Генерал Миура, наблюдавший за поединком, решает показать, на что способно японское боевое искусство, и выходит на татами против трёх китайцев, среди которых был Безумный Линь. После первых же ударов двое китайцев решают прекратить поединок, но Безумный Линь не хочет так быстро сдаваться, и этот бой становится для него последним.
Обеспокоенный исчезновением Линя, Ип Ман едет вместе с японцами в зал, где проходят спарринги китайцев и японцев. На его глазах японский полковник Сито стреляет в мастера Ляо, который проиграл в бою против троих японцев. Потрясённый убийством соотечественника, Ип Ман вызывает на бой сразу 10 японцев, в коротком поединке калеча своих противников. Впечатлённый Миура приглашает его прийти ещё, но Ип Ман, отказавшись от 10 мешков призового риса, покидает зал. Чувствуя себя не в состоянии принести пользу своему народу, он помогает защитить хлопковую фабрику брата от вымогательства банды Цзиня и обучает её работников Вин-Чуню.
Однажды, находясь дома, Ип Ман увидел своего сына, изображающего стрельбу из пистолета. Но тут он увидел второго «игрока» — полковника Сито, и уже с настоящим пистолетом. Ип Ман вовремя спас сына. Сито был этим совершенно не доволен, и в коротком бою Ип Ман покалечил полковника и двоих японских солдат. Бывший офицер Фошаня сказал ему, что лучше здесь не оставаться, и, сломав ногу уже и так еле живому и всегда избивавшему его Сито, дал Ип Ману убежище в своём доме.
Однако после того, как японцы стали разыскивать Ип Мана на хлопковом заводе (где он часто был и куда бывший офицер сказал ему больше не идти), он пришёл, потому что знал, что иначе убьют невинных людей. Таким образом, мастер попадает в плен к японцам. Генерал Миура хочет, чтобы Ип Ман научил японских солдат китайскому кунг-фу, но мастер отказывается, вызвав на бой самого генерала. Тот, считая отказ признанием поражения, соглашается, и через некоторое время Ип Ман и Миура сходятся в жестокой схватке. Ип Ман на глазах у собравшихся китайцев избивает и убивает японского генерала, после чего получает пулю в грудь от полковника Сито, в следующую минуту уже убитого переводчиком. Китайцы (среди них семья Ип Мана), только что ликовавшие, смогли пробиться через ряды японской армии к лежавшему на земле Ип Ману.
В конце фильма раненый Ип Ман вместе с семьёй бежит из Фошаня. Его победа над Миурой сплотила китайский народ, подняла его национальный дух и побудила на борьбу против захватчиков.

## В ролях
- Донни Йен — Ип Ман
- Саймон Ям — Чжоу Цинцюань
- Луис Фань — Цзинь Шаньчжао

Ип Ман

- Линн Сюн — Чжан Юнчэн (Цзён Винсин)
- Хироюки Икэути — генерал Миура
- Тэмма Сибуя — Сато
- Кельвин Чжэн — Чжоу Гуанъяо
- Ли Чжао — Линь Цзядун
- Чэнь Чжихуэй — мастер Ляо
- Ли Цзэ — Ип Чун
- Син Юй — «У Чи» Линь
- Хуан Юнань — Ша Даньюань
- Цин Лун — Ли Цилун
- Чжоу Чжун — мастер Хэ
- Ху Вэй — Ду Юйхан

## История создания
Первоначально идея фильма появилась в 1998 году (на роль Ип Мана планировался Донни Йен, на роль Брюса Ли — Стивен Чоу), но проект был закрыт.
Донни Йен потратил месяцы на подготовку к роли, включая строгую диету, тренировки вин-чун и общение с сыновьями Ип Мана. Он не выходил из роли и вне камер, нося костюмы своего персонажа и сохраняя его голос и манеру движений.  Во время съёмок Йен получил повреждения в районе левого глаза (от топора) и правого плеча. Роль Ип Мана он считал сложнейшей в карьере.